# Bartłomiej Gutiérrez
Bartłomiej Gutiérrez OESA, (hiszp.) Bartolomé Gutiérrez Rodríguez (ur. 1580 w mieście Meksyk, zm. 3 września 1632 w Nagasaki − błogosławiony Kościoła katolickiego, męczennik, ofiara prześladowań antykatolickich w Japonii, meksykański prezbiter.

## Życiorys
W 1597 roku wstąpił do zgromadzenia zakonnego pod nazwą „Zakon Świętego Augustyna”. Po otrzymaniu sakramentu święceń skierowany został w 1606 roku do pracy misyjnej na Filipinach. Mimo iż przygotowywał się do posługi kapłańskiej w Japonii przez kolejne sześć lat pełnił obowiązki mistrza nowicjuszy w Manili.
Rosnące wraz z liczebnością chrześcijan ich wpływy na życie społeczne, spory o metody ewangelizacji, a także awanturnictwo rywalizujących ze sobą kupców z Hiszpanii i Portugalii wpłynęły na zmianę początkowo przychylnego stosunku, obawiających się osłabienia swej pozycji siogunów i książąt. Po okresie wzmożonej działalności misyjnej Kościoła katolickiego, gdy w 1613 roku siogun Hidetada Tokugawa wydał dekret na mocy którego pod groźbą utraty życia wszyscy misjonarze mieli opuścić kraj, a praktykowanie i nauka religii zakazana, rozpoczęły się trwające kilka dziesięcioleci krwawe prześladowania chrześcijan.
Bartłomiej Gutiérrez dotarł do Japonii już w okresie funkcjonowania dekretu Hidetada Tokugawy i przez trzy kolejne lata (1612-1615) realizował swoje powołanie potajemnie apostołując wśród miejscowej ludności, aż do czasu wydalenia na Filipiny. 12 sierpnia 1618 roku w towarzystwie współbrata Piotra de Zúñigi powrócił do nawróconych na chrześcijaństwo Japończyków. Owocem jego działalności była organizacja tercjarzy augustiańskich i formacja rzeszy katechistów w tym późniejszych męczenników z grupy 22 zabitych 8 września 1628 roku. Ujęty i uwięziony został w listopadzie 1629 roku i przewieziony do Nagasaki. Od grudnia tegoż roku przebywał w więzieniu w Ōmurze skąd potajemnie przesyłał listy do japońskich współwyznawców, a także przełożonych. W niewoli pełnił posługę dla współwięźniów do 25 listopada 1631 roku gdy powtórnie przeniesiono go do Nagasaki. 
Po torturach polegających na biciu, podtapianiu, wystawianiu na słoneczny skwar, polewaniu poranionego gorącą wodą siarczaną 3 września 1632 roku został skazany na śmierć i żywcem spalony z pięcioma współtowarzyszami: Antonim Ishidą Kyūtaku, Franciszkiem od Jezusa Ortega, Gabrielem od św. Magdaleny, Hieronimem od Krzyża, Wincentym Carvalho.
Bartłomiej Gutiérrez znalazł się w grupie 205 męczenników japońskich beatyfikowanych 7 lipca 1867 roku w Rzymie przez papieża Piusa IX.
Dies natalis jest dniem, kiedy w Kościele katolickim obchodzone jest wspomnienie liturgiczne męczennika.